# تپه اوچ بلاغی
تپه اوچ بلاغی مربوط به سده‌های اولیه دوران‌های تاریخی پس از اسلام است و در شهرستان خدابنده، بخش سجاسرود، روستای اوچ بولاغ واقع شده و این اثر در تاریخ ۱۷ اسفند ۱۳۸۱ با شمارهٔ ثبت ۷۸۱۴ به‌عنوان یکی از آثار ملی ایران به ثبت رسیده است.